# Беренде извор
 Тази статия е за Беренде извор в българското Понишавие.  За Земенското село Беренде вижте Беренде (Област Перник).  
 Тази статия е за Беренде извор в българското Понишавие.  За селото в Забърде - Понишавието вижте Беренде (Софийска област).  
Берендѐ изво̀р, наричано от местните жители и само Извòр, е село в Западна България. Намира се в община Драгоман, Софийска област.

## География
Беренде извор е разположено в пролом на река Нишава. Самата река тече покрай селото. На хълм на север от селото се намира махалата Бачище. Останалите махали са Врело, Старо село и Мамутица.
През Беренде извор минава шосето и жп линията от Калотина за Станянци, което се движи успоредно на българо-сръбската граница. Пътека в долината Лисичи дол е прекият път между Беренде извор и селата Липинци и Чепърлянци, използван в миналото. Със село Беренде го свързва третокласния път III-8001.

## История
Според преброяването от 1888 година Беренде извор има 215 жители, разделени в 29 домакинства. Четири домакинства имат повече от 10 члена. 113 жители са мъже, 102 - жени. Грамотни в селото са шестима мъже. По това време Беренде Извор е част от община Калотина, Царибродска околия, Трънски окръг.
През 1905 година Беренде извор има 38 къщи и 234 жители..
През 1985 година жителите на селото са 54.

## Забележителности
- Темната дупка – пещера
- църква „Света Петка“ – на входа на селото, идвайки от Калотина. Разположена е в гробищния парк. До църквата има оброчен кръст „Света Петка“.